# Susan Howson
Pour les articles homonymes, voir Howson.
Susan Howson (née en 1973) est une mathématicienne britannique qui travaille sur la théorie algébrique des nombres et sur la géométrie arithmétique.
Elle obtient son Ph.D. en mathématiques de l'université de Cambridge en 1998 avec comme thèse Iwasawa Theory of Elliptic Curves for ρ-Adic Lie Extensions sous la supervision de John Coates.
Elle reçoit en 2002 le prix Adams pour son travail sur la théorie des nombres et les courbes elliptiques. Elle est la première femme à recevoir ce prix, et explique cela en notant que l'esprit compétitif et solitaire des mathématiques peut décourager les femmes à les pratiquer.
Howson a enseigné au MIT, et aux universités de Cambridge, d'Oxford et de Nottingham.